# Mahle Behr
Die Mahle Behr GmbH & Co. KG (vormals Behr GmbH & Co. KG) mit Sitz in Stuttgart, ist eine Tochtergesellschaft des Automobilzulieferers Mahle GmbH. 2013 hat Mahle die Mehrheitsanteile an der Behr GmbH, globaler Erstausrüster für Fahrzeugklimatisierung und Motorkühlung bei Pkw und Nutzfahrzeugen, übernommen. Seit der Übernahme und Umfirmierung gehört Mahle Behr zum Geschäftsbereich Thermomanagement im Mahle-Konzern. 

## Geschichte
Im Jahre 1905 stieg Julius Friedrich Behr in die von Gustav Zoller gegründete Werkstatt zum Bau von Autokühlern ein. 1907 übernahm Behr die Werkstatt als Süddeutsche Kühlerfabrik Julius Fr. Behr (S.K.F.). 1910 kaufte er ein Gelände in Feuerbach bei Stuttgart und baute eine Fabrik. Zu den Kunden zählten Firmen wie Benz & Cie. und NSU. 1916 beschäftigte S.K.F. 170 Mitarbeiter.
1921 war der erste Auftritt auf der Berliner Automobilausstellung. Durch den Ersten Weltkrieg, in dem die Automobilherstellung nahezu zum Erliegen gekommen war, wurde die Herstellung von Kühlermotoren für Flugzeuge das zweite Standbein der Firma. 1930 lieferte S.K.F. täglich 90 Kühler für das Modell A von Ford. Nach Julius Friedrich Behrs Tod übernahm sein Sohn Manfred Behr zusammen mit seiner Mutter die Geschäftsleitung und trat vier Jahre später offiziell in die Firma ein. 1937 wurde der erste Klimawindkanal gebaut, wodurch es möglich wurde, Motorkühlungen unabhängig von aufwendigen Testfahrten zu untersuchen. Die Mercedes-Silberpfeile wurden dort getestet und mit Behr-Kühlern ausgestattet. Gemeinsam mit dem Porsche-Entwicklungsbüro entstanden Ölkühler für die ersten Prototypen des VW Käfer.
1939, kurz vor dem Zweiten Weltkrieg, stellte Behr 100.000 Autokühler und 25.000 Flugzeugkühler her. 1945 fand der Wiederaufbau der kriegsbeschädigten Produktionsstätten statt. Zunächst hielt man sich durch Kühlerreparaturen wirtschaftlich über Wasser, bis im Folgejahr wieder regulär Kühler produziert wurden. 1949 stieg S.K.F. mit der Fahrzeugbeheizung in das Geschäftsfeld Heizung/Klima ein.
1957 produzierte das Unternehmen die erste Klimaanlage für Pkw in Europa. 1968 begann die internationale Expansion durch Beteiligungen und Neugründungen im Ausland. In der Folgezeit ergaben sich zahlreiche Neuerungen im Produktionsprozess und bei den Kühlsystemen durch zunehmende Automatisierung. In den 1980er Jahren setzte Behr im 7er BMW zum ersten Mal eine elektronisch gesteuerte Klima-Vollautomatik ein. 1989 nahm Behr den Namen Behr GmbH & Co. an.
1990 starb Manfred Behr, der die Firma von 1952 bis 1985 als geschäftsführender Gesellschafter führte. Im Jahr 2005 feierte Behr das 100-jährige Bestehen der Firma. 
2006 kam es zu einem Joint-Venture mit Hella KGaA Hueck & Co. mit dem Namen Behr Hella Service GmbH zur Belieferung des freien Ersatzteilmarkts. Im Mai 2019 hat die Firma Mahle mitgeteilt, dass man Behr Hella Service zum 1. Januar 2020 übernehmen wird.
2009 kündigte Behr Einschnitte an Deutschen Produktionsstandorten an. Geplant ist die Schließung der Produktion in Stuttgart (Ölkühler und Großkühler für die Industrietechnik) und eine Restrukturierung der Standorte in Kirchberg (Heizungs- und Klimaanlagen für Pkw und Lkw) und Kornwestheim (Thermostate). In der Summe sind 440 Arbeitsplätze betroffen.
Im Februar 2010 übernahm die Mahle GmbH 60 Prozent der Sparte Behr Industry mit 900 Mitarbeitern an fünf Standorten in Deutschland. Behr Industry produziert Klimageräte und Kühler für Züge, Schiffe, Baumaschinen und ähnliche Anwendungen. Nach der Zusammenlegung mit dem entsprechenden Teilbereich von Mahle heißt diese Sparte jetzt Mahle Industrial Thermal Systems GmbH & Co. KG.
Im gleichen Zug hat Mahle 19,9 % der Behr GmbH & Co. KG übernommen und Anfang 2011 die Beiligung auf 36,85 % erhöht. Im Mai 2013 wurde der Anteil von 36,85 Prozent auf 50,71 Prozent aufgestockt. Mahle war damit Mehrheitseigentümer von Behr. Seit Oktober 2013 firmiert die Behr GmbH & Co. KG als Mahle Behr GmbH & Co. KG. In den Jahren 2018 (auf 57,46 %), 2019 (auf 62,46 %), 2020 (auf 67,46 %), 2021 (auf 72,46 %) und 2022 (auf 77,46 %) wurde der Anteilsbesitz ausgebaut. 

## Wettbewerber
- Delphi Automotive  Vereinigte Staaten (vormals General Motors)
- Denso  Japan
- Doowon  Südkorea
- Modine  Vereinigte Staaten
- Radiatoare de Aluminium (RAAL)  Rumänien
- TitanX  Schweden (ehemalige Werke von Valeo in Jamestown (New York), Jaguariúna sowie Mjällby und Linköping in Schweden; früher Blackstone Corporation)
- Visteon  Vereinigte Staaten
- Valeo  Frankreich